# Nacajuca (gmina)

Położenie gminy Nacajuca na mapie stanu Tabasco

Nacajuca – gmina meksykańskiego stanu Tabasco, położona w jego środkowej  części, której północny kraniec jest w odległości około 25 kilometrów od wybrzeża Zatoki Meksykańskiej. Jest jedną z 17 gmin w tym stanie. Siedzibą władz gminy jest miasto Nacajuca. Nazwa gminy pochodzi od słów w języku nahuatl “Naca-shushu-can”, oznaczające miejsce bladych i kolorowych twarzy. Gmina została utworzona w 1906 roku decyzją gubernatora stanu Tabasco.
Ludność gminy Nacajuca w 2005 roku liczyła 86 105 mieszkańców, co czyniło ją przeciętną pod względem liczebności, gminą w stanie Tabasco.

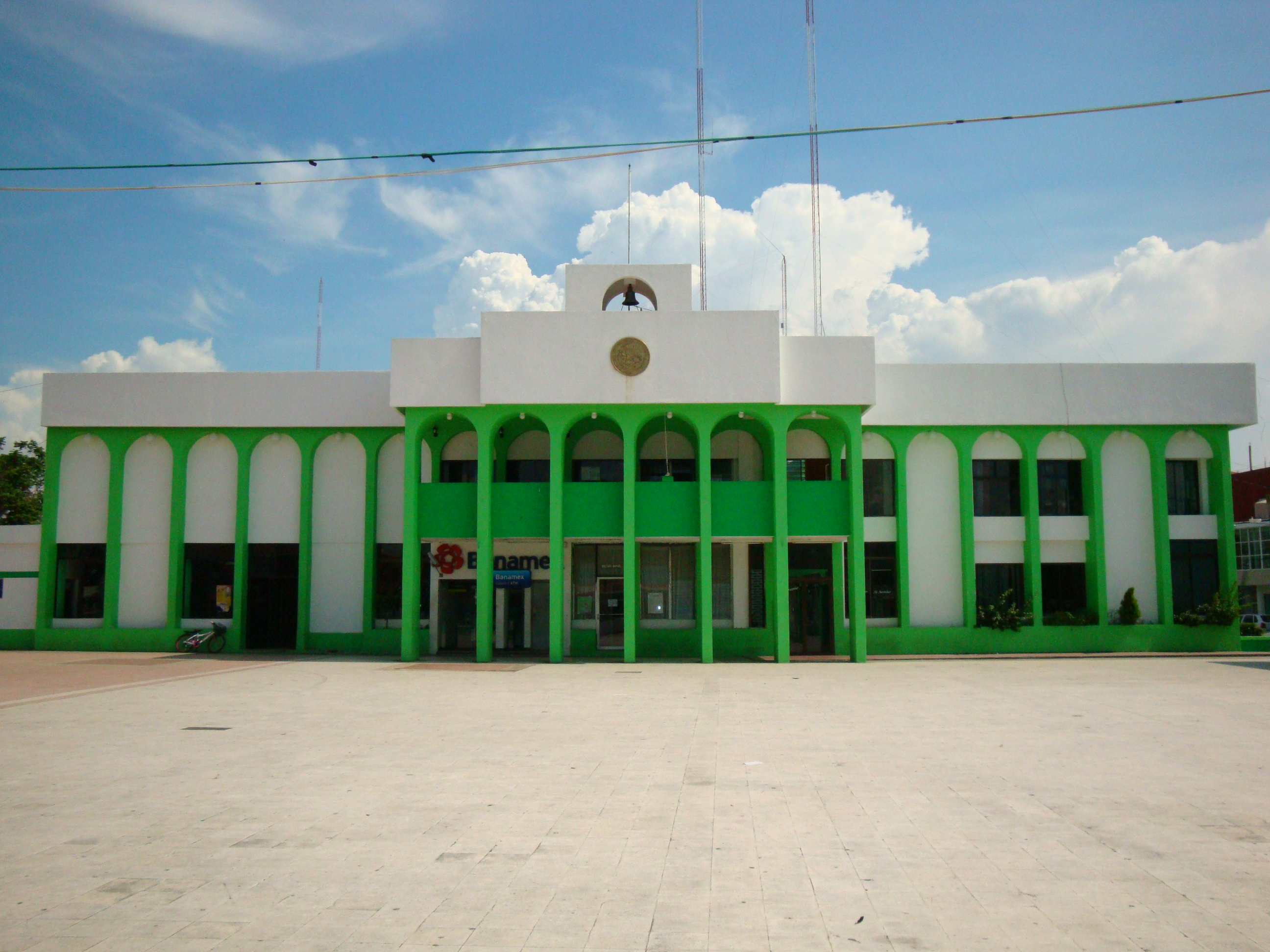
Siedziba władz gminy Nacajuca

## Geografia gminy
Powierzchnia gminy wynosi 488,37 km², co daje około 2% powierzchni stanu, czyniąc ją jedną z najmniejszych pod względem wielkości w stanie Tabasco. Obszar gminy jest równinny (często bagnisty), a położenie w odległości kilkudziesięciu kilometrów od Zatoki Meksykańskiej sprawia, że wyniesienie powierzchni ponad poziom morza wynosi średnio tylko 10 m. 
W północnej części gminy znajduje się kilka dużych jezior z których najważniejszymi są: Carrizal, Samaria, Cunduacán, Nacajuca, González, Calzada, San Cipriano i Jahuactal. Ponadto teren gminy w dużej części pokryty jest lasami, które mają charakter lasów deszczowych. 
Klimat jest ciepły (z najniższą zanotowaną temperaturą wynoszącą 12 °C), ze średnią roczną temperaturą wynoszącą 26,4 °C oraz z niewielką roczną amplitudą, gdyż średnia temperatura najcieplejszego miesiąca (czerwiec) wynosi 30,8 °C, podczas gdy średnia temperatura najchłodniejszego (styczeń) wynosi 22,4 °C. Wiatry znad Morza Karaibskiego oraz znad Zatoki Meksykańskiej przynoszą dużą masę wilgotnego powietrza powodując gwałtowne opady (głównie w lecie) czyniąc klimat wilgotnym ze średniorocznym opadem na poziomie 1 707,2  mm.

## Gospodarka
Głównymi obszarami aktywności zawodowej są rolnictwo, hodowla i rybołówstwo (39,1%) z produkcją kukurydzy i fasolą, oraz przemysł meblarski, turystyka i handel (31,2%).